# Trogia icterina
Trogia icterina är en svampart som först beskrevs av Rolf Singer, och fick sitt nu gällande namn av Corner 1966. Trogia icterina ingår i släktet Trogia och familjen Marasmiaceae.   Inga underarter finns listade i Catalogue of Life.